# Freddie Cruzado
Freddie Cruzado – portorykański bokser, srebrny medalista igrzysk Ameryki Środkowej i Karaibów w San Juan z roku 1966.

## Kariera
W 1966 roku Cruzado zajął drugie miejsce w kategorii ciężkiej na igrzyskach Ameryki Środkowej i Karaibów, które rozgrywane były w San Juan. W finale rywalem Portorykańczyka był Kubańczyk José Luis Cabrera, który wygrał walkowerem, zdobywając złoty medal.